# Hymenomima nephalia
Hymenomima nephalia är en fjärilsart som beskrevs av Druce 1892. Hymenomima nephalia ingår i släktet Hymenomima och familjen mätare. Inga underarter finns listade i Catalogue of Life.